# Passage Molenpoort
De Passage Molenpoort is een overdekt winkelcentrum aan de Molenstraat in het stadscentrum van de Nederlandse stad Nijmegen.
De winkelpassage is vernoemd naar de in 1436 gebouwde stadspoort, die hier in de buurt lag. Deze poort is in 1879 afgebroken. 

## Geschiedenis
Op de plaats waar nu de passage is, stond aanvankelijk het  Sint-Catharina- of Regulierenklooster. Vanaf 1592 was dit het pand van het Oud Burgeren Gasthuis (nu het Dienstencentrum OBG in Nijmegen-Oost).
De huidige winkelpassage werd in 1972 geopend, aan de zijde van de Molenstraat die bij het bombardement van 22 februari 1944 was getroffen. 
De passage is rond 2000 gerenoveerd.

## Architectuur
De Passage Molenpoort bestaat uit twee verdiepingen met daarbovenop een parkeerdak. Er zijn uitgangen aan de Molenstraat, Ziekerstraat en Tweede Walstraat.
De kantoorruimtes boven de winkelpassage hebben enkele jaren leeg gestaan, en zijn een tijdje gekraakt geweest.